# 鳥羽達郎
鳥羽 達郎（とば たつろう）は、日本の経営学者。富山大学経済学部教授。専攻は、マーケティング論・流通論。長崎県佐世保市出身。

## 略歴
- 1996年 - 長崎県立大学経済学部流通学科卒業
- 2004年 - 兵庫県立大学（旧 神戸商科大学）大学院経営学研究博士課程満期退学
- 2005年 - 大阪商業大学総合経営学部講師
- 2008年 - 大阪商業大学総合経営学部准教授
- 2010年 - 富山大学経済学部経営学科准教授
- 2015年 - 富山大学経済学部経営学科教授

## 著書
- 『欧米小売企業の国際展開』中央経済社、2019年
- 『マーケティング学説史：アメリカ編Ⅱ』同文舘出版、2019年
- 『日系小売企業のアジア展開』中央経済社、2017年
- 『フランスの流通・政策・企業活動』中央経済社、2015年
- 『グローバル・ポートフォリオ戦略 』千倉書房、2015年
- 『日本企業のアジアマーケティング戦略』同文舘出版、2014年
- 『Global Strategies in Retailing』Routledge、2013年
- 『グローバルマーケティングの新展開』白桃書房、2013年
- 『1からのリテール・マネジメント』碩学舎、2012年
- 『海外企業のマーケティング』同文舘出版、2010年
- 『チャンスをつかむ中小企業』創成社、2009年
- 『流通国際化研究の現段階』同友館、2009年
- 『ヨーロッパのトップ小売業』同文舘出版、2008年
- 『流通と消費者』慶應義塾大学出版会、2008年
- 『中小企業と人材育成』創成社、2007年
- 『現代アメリカのビッグストア』同文舘出版、2006年
- 『現代中国の流通と社会』ミネルヴァ書房、2005年
- 『現在日本の流通と社会』ミネルヴァ書房、2004年
- 『現在フランスの流通と社会』ミネルヴァ書房、2003年

## 所属学会
- 日本流通学会

- 日本商業学会

- 日本消費経済学会
- マーケティング史学会
- 実践経営学会
- 日本比較経営学会

## 取得資格
- 実用英語技能検定 1級
- 国際連合公用語英語検定試験 A級